# Letzigrund
Letzigrund je sportovní stadion ve švýcarském městě Curych. Slouží k fotbalovým zápasům a každoročně začátkem prázdnin na něm probíhá jeden z prestižních podniků Diamantová ligy – atletické Weltklasse
Byl to jeden ze čtyř švýcarských stadionů hostící zápasy Eura 2008, díky čemuž prošel velkou rekonstrukcí v roce 2007, kdy byla zvýšena kapacita z 25 000 míst na 30 900. Po evropském šampionátu se vrátila pro fotbalová utkání na původní hodnotu. Stadion využívá klub FC Zürich a přechodně kvůli rekonstrukci stadionu Stadion Zürich i další curyšský klub Grasshopper.
Kromě fotbalu slouží tento sportovní areál i atletice a pořádají se v něm hudební koncerty.